# Friedrich Hoffmann (generale)
Friedrich Ludwig Hoffmann (Ludwigsburg, 15 gennaio 1795 – Karlsruhe, 8 dicembre 1879) è stato un generale e politico tedesco.

## Biografia
Friedrich Ludwig Hoffmann era figlio di un ufficiale governativo che operò dapprima nel ducato del Palatinato-Zweibrücken e poi nel principato di Leiningen, alla mediatizzazione del quale si pose al servizio del granduca di Baden. Il giovane Friedrich Hoffmann si formò al liceo di Mannheim, ma a 15 anni decise di entrare nella scuola per cadetti dell'esercito badense e nel 1812 venne promosso sottotenente, prendendo parte alla Campagna di Russia. Dopo aver attraversato la Beresina venne preso prigioniero dai russi e poté tornare in patria solo nel 1814. Nel 1815 Hoffmann prese parte alla campagna militare contro la Francia. Nel 1828 venne promosso al grado di capitano e dal 1832 passò al ministero della guerra, rimanendovi sino al 1840, venendo promosso maggiore nel 1835 e tenente colonnello nel 1838. Nel 1840 venne trasferito allo stato maggiore generale dell'esercito e nel contempo ottenne il comando del reggimento di fanteria "von Freydorf" .
Il 22 marzo 1848 - poco prima dell'inizio della rivolta di Hecker - Hoffmann ,divenuto maggiore generale, fu nominato ministro della guerra del Baden. Suo fratello minore Karl Georg Hoffmann era già a capo del ministero delle finanze del medesimo governo. Hoffmann comandò personalmente le truppe federali nel Baden dal 23 aprile, schiacciando gli uomini di Franz Sigel presso Günterstal e riconquistando Friburgo il 24 aprile. Il 24 settembre 1848, Hoffmann e le sue truppe posero fine al Putsch di Struve con la battaglia di Staufen. Per quest'azione il granduca Leopoldo di Baden gli concesse la commenda dell'Ordine militare di Carlo Federico.
Dopo lo scoppio di un ammutinamento tra le truppe badensi presso la fortezza di Rastadt l'11 maggio 1849, Hoffmann tentò invano il 12 maggio di riportare la situazione sotto controllo ma venne costretto a fuggire con le truppe rimaste fedeli. Il 13 maggio coprì la ritirata del granduca da Karlsruhe a Germersheim con le proprie truppe. Tutti i successivi tentativi di Hoffmann di raggruppare altre truppe fedeli al granduca fallirono, e per questo andò a Francoforte. Il 3 giugno 1849 l'intero gabinetto granducale, ad eccezione di Hoffmann, si dimise; Hoffmann si trovò costretto a dimettersi l'8 giugno.
Nel 1850 venne eletto alla Volkshaus del Parlamento di Erfurt. Il granduca lo nominò in seguito membro della camera dei signori del parlamento del Baden della quale divenne in seguito anche vicepresidente.

## Matrimonio e figli
Hoffmann sposò Karoline Gmelin († 1823), figlia del botanico Karl Christian Gmelin. Il dottor Adolf Hoffmann (1822–1899) fu suo figlio.